# Trichomyia dolichostylis
Trichomyia dolichostylis är en tvåvingeart som beskrevs av Duckhouse 1978. Trichomyia dolichostylis ingår i släktet Trichomyia och familjen fjärilsmyggor. Inga underarter finns listade i Catalogue of Life.